# Grazie ragazzi
Grazie ragazzi è un film italiano del 2023 diretto da Riccardo Milani. 
La pellicola è il remake del film Un triomphe di Emmanuel Courcol (2020), a sua volta tratto dal documentario Les Prisonniers de Beckett di Michka Saäl (2005), incentrato sull'esperienze dell'attore svedese Jan Jönson nelle carceri.  Il film trae ispirazione dai fatti realmente accaduti in Svezia nel 1985 sui quali già nel 1999 si basava il lungometraggio Breaking out di Daniel Lind Lagerlöf.

## Trama
Antonio, un attore teatrale fallito, sopravvive doppiando film porno. Un giorno, il suo ex-compagno di scena gli offre un’opportunità di lavoro. Si tratta di creare un laboratorio teatrale nella casa circondariale di Velletri. Nonostante si tratti di poche ore, Antonio accetta. Al laboratorio si presentano pochissimi detenuti, ma, dopo aver concluso il laboratorio ed essere rimasto colpito dalle loro storie, Antonio decide di tornare al carcere e riaprire il laboratorio per mettere in scena l'opera teatrale con la quale aveva debuttato, il capolavoro del Teatro dell'assurdo di Samuel Beckett Aspettando Godot. Dopo tensioni, rabbia e diffidenze iniziali, Antonio riesce progressivamente a coinvolgere i carcerati che, ben presto, mostreranno un inatteso talento.
Il gruppo così diventa sempre più famoso con il loro spettacolo, in ogni teatro italiano che visitano. Per i detenuti, comunque, le situazioni personali non migliorano; ogni volta tornati in carcere, gli viene tolta ogni cosa ottenuta dalle loro recite che poteva alleviare il loro spirito oppresso in carcere. Antonio vede la loro frustrazione e chiede che possano essere trattati in modo più dignitoso, ma le guardie replicano che egli ignora i crimini di cui essi si sono macchiati per essere trattati così: spaccio di droga, omicidio, rapina e contatti con la mafia. Giunti all'ultimo spettacolo, dove avrebbero partecipato anche governatori e politici italiani, all'ultimo momento, il gruppo scappa, ad eccezione di un solo detenuto che ha scelto di rimanere, poiché non aveva una casa dove tornare. 
Antonio, tuttavia, si presenta sul palco e con un discorso solenne e toccante, racconta le sue esperienze avute con i detenuti, ammettendo di essere rimasto colpito dal grande talento che avevano, ma i maltrattamenti che ricevevano in carcere, spesso anche senza un apparente motivo, li ha spinti allo stremo, dichiarando davanti a tutti i presenti che un detenuto è privo della libertà e loro che sono fuori, non sanno davvero come essi si possano sentire. Nonostante i crimini commessi, dovrebbero essere trattati con più umanità. Rivolgendosi ai detenuti, Antonio li ringrazia per i grandi spettacoli che hanno potuto svolgere insieme dicendo infine le parole: grazie ragazzi. Tutti gli spettatori, colpiti dalle parole di Antonio, applaudono commossi. In quello stesso momento, tutti i detenuti evasi vengono ripresi in varie parti della città per essere stati distratti o maldestri nell'avere fatto perdere le proprie tracce.

## Distribuzione
Il film è stato distribuito nelle sale cinematografiche italiane a partire dal 12 gennaio 2023. In tv è stato trasmesso su Sky Cinema Uno il 12 giugno 2023 in prima visione assoluta.

## Riconoscimenti
- 2023 - Ciak d'oro[4][5]
  - Migliore film commedia